# Seymour Goes to Hollywood
Seymour Goes to Hollywood, chiamato Seymour at the Movies nelle schermate introduttive delle versioni a 8 bit, è un videogioco pubblicato nel 1991 per Amstrad CPC e ZX Spectrum e successivamente per Amiga, Atari ST, Commodore 64 e MS-DOS dalla Codemasters. È un'avventura dinamica a piattaforme, simile alla serie di successo Dizzy della Codemasters. Il protagonista Seymour è una creatura bianca e tondeggiante, simile all'uovo animato protagonista di Dizzy, alle prese con la realizzazione di un film a Hollywood. L'azienda sviluppatrice, Big Red Software, aveva infatti già realizzato alcuni episodi di Dizzy per la Codemasters, e stava producendo questo gioco per la stessa serie, con il titolo provvisorio Movieland Dizzy; ma la Codemasters preferì non spostare Dizzy dalle sue precedenti ambientazioni fantastiche a quella relativamente realistica di Hollywood, perciò impose il cambio del personaggio.
Seymour Goes to Hollywood fu il primo titolo di una nuova serie dedicata a Seymour, seguito a breve distanza da altri quattro giochi.

## Modalità di gioco
Seymour deve recuperare la sceneggiatura di un film e convincere diversi attori a prendervi parte. Si deve esplorare un vasto labirinto di 96 schermate a piattaforme, aggirandosi tra gli studi cinematografici e i set di vari film classici come Tarzan, Grease o Frankenstein. Ogni schermata ha visuale fissa di profilo ed è collegata ad altre da porte o attraverso i bordi dello schermo.
Seymour può camminare a destra e sinistra e saltare, ma non può deviare il salto mentre è in volo. Può raccogliere e trasportare fino a tre oggetti alla volta, visibili in un inventario grafico. Per risolvere i vari rompicapi è necessario usare o lasciare l'oggetto appropriato nel posto giusto. Nello scenario si incontrano molti altri personaggi, con i quali si comunica tramite fumetti; compiendo per loro le giuste azioni si otterrà il loro aiuto o la loro partecipazione al film.

## Serie
Nel 1991-1992 la Codemasters pubblicò una serie di videogiochi in formato economico dedicati a Seymour, quasi tutti ideati e sviluppati dalla Big Red Software Ltd. Tutti i giochi uscirono per Amstrad CPC, Commodore 64 e ZX Spectrum, mentre solo i primi due ebbero anche delle conversioni per computer a 16 bit. Soltanto il primo e l'ultimo sono avventure in stile Dizzy, gli altri sono giochi d'azione di vario genere.
- Seymour goes to Hollywood o Seymour at the Movies (1991)
- Super Seymour Saves the Planet o Super Seymour (1991)
- Sergeant Seymour: Robotcop (1992)
- Stuntman Seymour (1992)
- Wild West Seymour (1992)

Tutti i cinque giochi vennero pubblicati anche insieme nella raccolta Superstar Seymour (1992) per Amstrad CPC, Commodore 64 e ZX Spectrum; gli ultimi tre giochi apparvero per la prima volta in questa raccolta e poi come titolo autonomo.
Inoltre dopo Seymour goes to Hollywood uscì un minigioco simile intitolato Seymour Take One!, per Amstrad CPC e ZX Spectrum, pubblicato solo nella cassetta allegata rispettivamente alle riviste britanniche Amstrad Action nº 77 e Your Sinclair nº 72.